# NGC 2800
NGC 2800 est une vaste galaxie elliptique située dans la constellation de la Grande Ourse. NGC 2800 a été découverte par l'astronome germano-britannique William Herschel en 1790.

## Caractéristiques

### Distance
Sa vitesse par rapport au fond diffus cosmologique est de 7 783 ± 33 km/s, ce qui correspond à une distance de Hubble de 114,8 ± 8,1 Mpc (∼374 millions d'al).
À ce jour, une mesure non basée sur le décalage vers le rouge (redshift) donne une distance d'environ 117,000 Mpc (∼382 millions d'al). Cette valeur est à l'extérieur des valeurs de la distance de Hubble.

## Paire de galaxies
Les galaxies NGC 2800 et UGC 4851 (notée 0909-4651 dans l'article d'Abraham Mahtessian pour la galaxie CGCG 0909.9-4651) forment une paire de galaxies.